# Tân Minh, Đà Bắc
Tân Minh là một xã thuộc huyện Đà Bắc, tỉnh Hòa Bình, Việt Nam.
Xã Tân Minh có diện tích 74,94 km², dân số năm 1999 là 3244 người, mật độ dân số đạt 43 người/km².